# Alfonso Velázquez de Cuéllar
Alfonso Velázquez de Cuéllar fue un noble y militar español que participó en la Guerra de Granada.
Fue hijo de Fernán Velázquez de Cuéllar, canciller mayor de Fernando I de Aragón, su embajador en Sicilia y dos veces virrey de la isla. Fue además, hermano de Fortún (obispo de León), Gutierre (consejero de Juan II, Enrique IV y de los Reyes Católicos), Juan (uno de los doce jueces que firmaron la decapitación de Álvaro de Luna), Francisco (padre de Diego Velázquez de Cuéllar) y Bernabé (militar en la Guerra de Granada).
Se encargó de educar a su sobrino Diego Velázquez de Cuéllar, adelantado y primer gobernador de Cuba. Después de combatir en la Guerra de Granada, fue corregidor de Cádiz, y finalmente pasó al Nuevo Mundo.